# Echinochalina collata
Echinochalina collata är en svampdjursart som beskrevs av Hooper 1996. Echinochalina collata ingår i släktet Echinochalina och familjen Microcionidae. Inga underarter finns listade i Catalogue of Life.